# Leucochrysa gemina
Leucochrysa gemina är en insektsart som först beskrevs av Navás 1929.  Leucochrysa gemina ingår i släktet Leucochrysa och familjen guldögonsländor. Inga underarter finns listade i Catalogue of Life.